# استان‌های جمهوری دموکراتیک کنگو

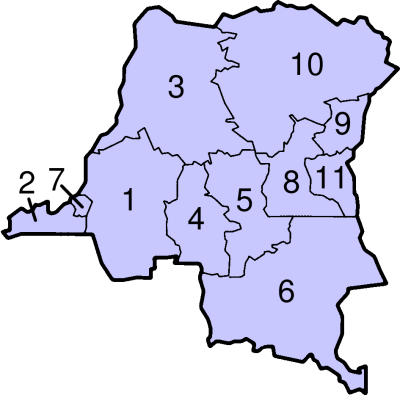

کشور جمهوری دموکراتیک کنگو از ۱۱ استان تشکیل شده است که عبارتند از:
| # (map) | استان             | مرکز        | مساحت km2 | جمعیت (۲۰۰۱) | تراکم جمعیت |
| ------- | ----------------- | ----------- | --------- | ------------ | ----------- |
| ۱       | استان باندوندو    | باندوندو    | ۲۹۵٬۶۵۸   | ۸٬۰۶۲٬۴۶۳    | ۲۷          |
| ۲       | استان باس-کنگو    | متادی       | ۵۳٬۹۲۰    | ۴٬۵۲۲٬۹۴۲    | ۸۴          |
| ۳       | استان استوایی     | امبانداکا   | ۴۰۳٬۲۹۲   | ۷٬۵۰۱٬۹۰۲    | ۱۹          |
| ۴       | استان کاسایی غربی | کانانگا     | ۱۵۴٬۷۴۲   | ۵٬۳۶۶٬۰۶۸    | ۳۵          |
| ۵       | استان کاسایی شرقی | امبوجی-مایی | ۱۷۳٬۱۱۰   | ۶٬۵۵۶٬۹۱۷    | ۳۸          |
| ۶       | استان کاتانگا     | لوبومباشی   | ۴۹۶٬۸۷۱   | ۵٬۶۰۸٬۶۸۳    | ۱۱          |
| ۷       | کینشاسا           | کینشاسا     | ۹٬۹۶۵     | ۹٬۰۴۶٬۰۰۰    | ۹۱۰         |
| ۸       | استان مانیما      | کیندو       | ۱۳۲٬۵۲۰   | ۲٬۰۴۹٬۳۰۰    | ۱۵          |
| ۹       | استان کیووی شمالی | گوما        | ۵۹٬۴۸۳    | ۵٬۷۶۷٬۹۴۵    | ۹۷          |
| ۱۰      | استان شرقی        | کیسانگانی   | ۵۰۳٬۲۳۹   | ۸٬۱۹۷٬۹۷۵    | ۱۶          |
| ۱۱      | استان کیووی جنوبی | بوکائو      | ۶۵٬۰۷۰    | ۴٬۶۱۴٬۷۶۸    | ۷۱          |

جمع کل مساحت = حدود ۲،۳۴۵،۰۰۰ کیلومترمریع، تقریباً برابر با مساحت الجزایر
جمع کل جمعیت = حدود ۶۷،۳۰۰،۰۰۰ نفر، تقریباً برابر با جمعیت ایران